# Aaron Francisco
 (septembre 2015).
Aaron Francisco (né le 3 juillet 1983) est un ancien joueur de football américain reconverti en tant qu'agent. Il a joué pour les Cardinals de l'Arizona.
Il a également fait partie des Panthers de la Caroline, Colts d'Indianapolis et Lions de Détroit.

## Source de la traduction
- (en) Cet article est partiellement ou en totalité issu de l’article de Wikipédia en anglais intitulé « Aaron Francisco » (voir la liste des auteurs).